# Ricki Neuman
Ricki Neuman, född 1947 i Stockholm, är en svensk journalist och kulturskribent. 
Han arbetade under 25 år på Svenska Dagbladets kulturredaktion. Han har under perioder bott i bland annat USA och Israel. Han har utgivit flera böcker och även skrivit för olika tidskrifter samt för radio och museiutställningar.
Neuman har judisk bakgrund och har skrivit mycket om judisk kultur och historia. Han har även varit chefredaktör för tidskriften Judisk krönika.